# Olga Rozanowa
Olga Rozanowa (ros. Ольга Владимировна Розанова, ur. 3 lipca 1886 w Mielenkach, zm. 8 listopada 1918 w Moskwie) – rosyjska malarka, poetka i teoretyczka sztuki, tworząca w stylach suprematyzmu, neoprymitywizmu i kubofuturyzmu.

## Życiorys
Od roku 1905 uczęszczała wraz z Nadieżdą Udalcową w Moskwie do prywatnej szkoły artystycznej prowadzonej przez Konstantego Juona i Iwana Dudina. Równocześnie studiowała w latach 1904–1912 w studium sztuki użytkowej Bolszakowa oraz w szkole artystycznej hrabiego Stroganowa.

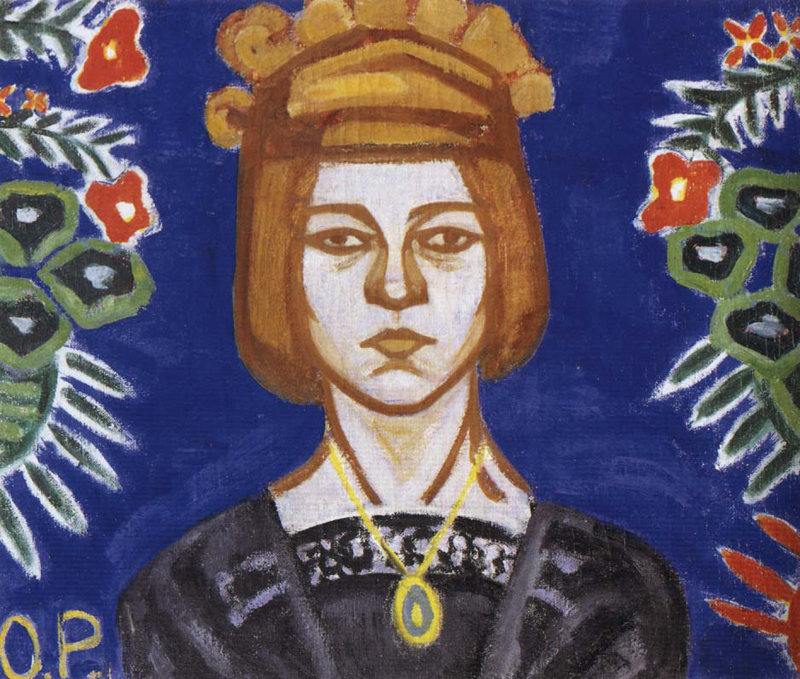
Autoportret (1911)

W roku 1910 przeniosła się do Petersburga, gdzie została współzałożycielką ugrupowania artystycznego Sojuz Mołodioży (ros. Союз Молодежи). W roku 1912 zaprzyjaźniła się z poetami futurystami Wielimirem Chlebnikowem i Aleksiejem Kruczonychem. 

W roku 1916 została członkinią grupy „Supremus” kierowanej przez Kazimierza Malewicza. Uczestniczyła w wystawach grup awangardowych „Tramwaj V”, „0,10” i „Bubnowyj Walet”. Na początku roku 1914 wystawiła pięć prac na organizowanej w Rzymie przez Filippo Tommaso Marinettiego międzynarodowej wystawie futurystów. W roku 1916 poślubiła Aleksieja Kruczonycha. W tym okresie twórczość Rozanowej rozwijała się od kubizmu i włoskiego futuryzmu ku czystej abstrakcji. Wraz z innymi suprematystami pracowała w wiejskich artelach Werbowka i Skopcy. Pod wpływem Kruczonycha pisała awangardowe wiersze.

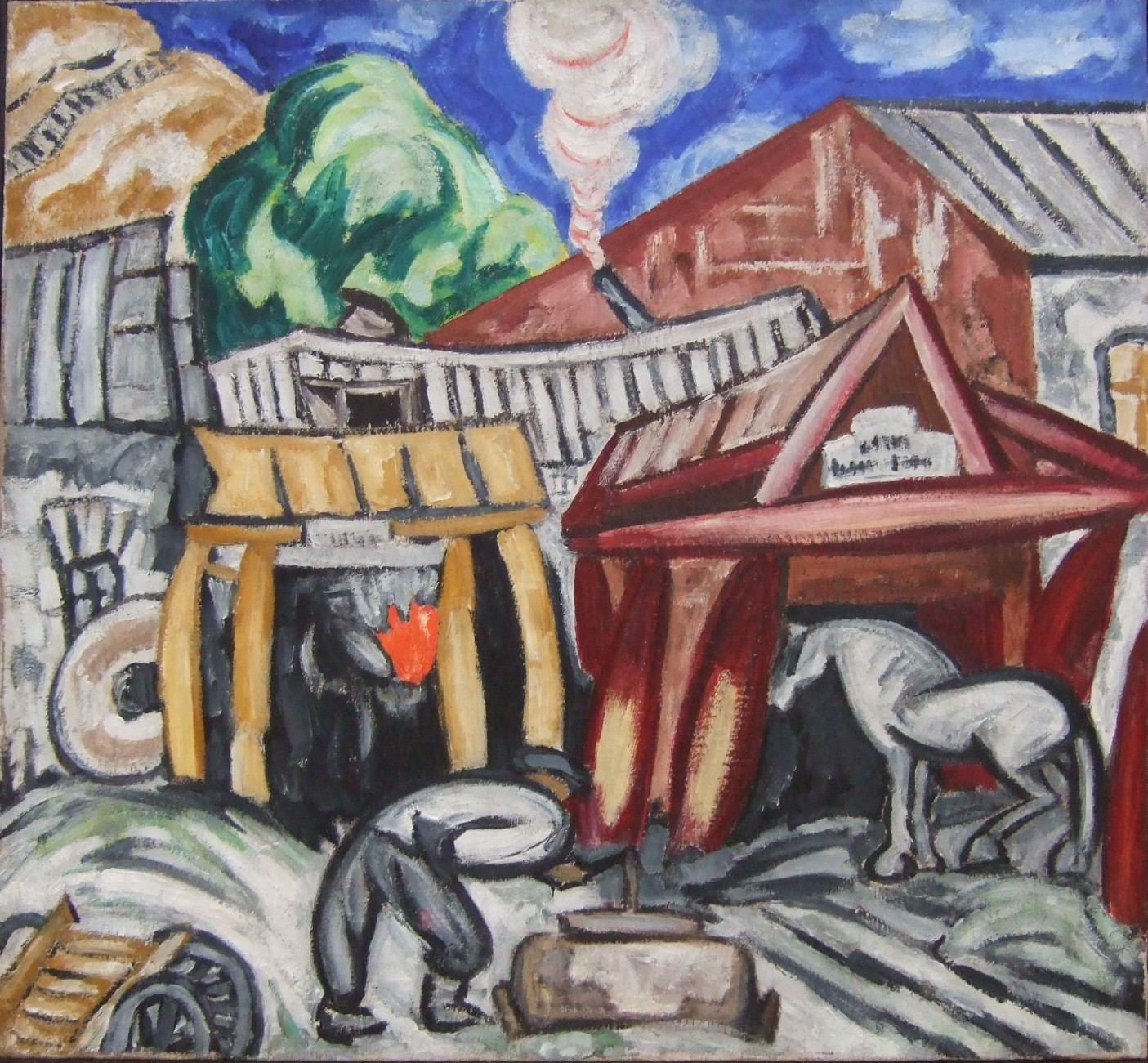
Kuźnia (1912)

Po rewolucji październikowej objęła kierownictwo działu artystyczno-przemysłowego Komisariatu Oświaty. Zmarła w wieku 32 lat podczas epidemii dyfterytu. Jej prace znajdują się w zbiorach Galerii Trietiakowskiej oraz w zbiorach zagranicznych, m.in. w Muzeum Ludwiga w Kolonii.